# 豪尔赫·德尔卡斯蒂略·加尔维斯
豪尔赫·德尔卡斯蒂略（西班牙語：Jorge Del Castillo；1950年7月2日—），秘鲁律师、政治家，前任秘鲁总理。
德尔卡斯蒂略从1968年到1974年在秘鲁国立圣马尔科斯大学（Universidad Nacional Mayor de San Marcos）读法学，1993年到1994年在秘鲁罗马天主教大学（Pontifical Catholic University of Peru）读宪法学，1999年被选为阿普拉党总书记，一直是担任党主席的阿兰·加西亚的得力助手。
| 前任： 佩德罗·巴勃罗·库琴斯基 | 秘鲁总理 2006年－2008年 | 繼任： 耶乌德·西蒙 |